# Harmothoe fuscaspinae
Harmothoe fuscaspinae är en ringmaskart som beskrevs av Salazar-Silva 2003. Harmothoe fuscaspinae ingår i släktet Harmothoe och familjen Polynoidae. Inga underarter finns listade i Catalogue of Life.